# Медленное чтение
Медленное чтение — это намеренное снижение скорости чтения, цель которого — улучшение понимания текста или получение удовольствия. Метод медленного чтения позволяет более полно понять и оценить сложный текст при изучении философии и литературы. Однако в последнее время наблюдается повышенный интерес к медленному чтению как направлению в рамках медленного движения.
Авторы текстов на социальные темы всё больше рассуждают о необходимости снижения темпа жизни в современном компьютеризованном мире, о плюсах медленного медитативного подхода в различных сферах, и чтение не является исключением. Быстрое чтение для получения информации противопоставляется медленному и вдумчивому чтению, чтению для удовольствия и понимания.
В литературной критике медленное чтение иногда называют «close reading» — это метод литературного анализа, предполагающий внимательное и тщательное изучение классической литературы. Литературовед Франко Моретти противопоставил ему метод «дальнего чтения», путем исследования и анализа больших массивов данных.
Менее распространённым является термин «глубокое чтение» (англ. «deep reading»). Медленное чтение является методологическим антиподом скоростного чтения, включающего в себя особую тренировку для увеличения скорости чтения без отрицательного влияния на понимание и такие методики, как скорочтение, сканирование — просмотр текста с целью поиска ключевых деталей, скимминг (англ. skimming) — чтение с целью понять основную идею текста, прежде чем выделить детали.

## История
Самое раннее упоминание о медленном чтении содержится в предисловии Фридриха Ницше к книге «Утренняя заря, или мысль о моральных предрассудках», изданной в 1887 году:
«Прежде всего, будем говорить медленно… С такой книгой, с такой проблемой нет надобности торопиться; кроме того, мы оба — я и моя книга — друзья медлительности. Не напрасно мы были филологами, не напрасно мы были учителями медленного чтения, — наконец, мы и пишем тоже медленно».
Профессор Хьюстонского университета Дэвид Микикс в книге «Медленное чтение в торопливую эпоху» (англ. «Slow Reading in a Hurried Age») описывает историю медленного чтения, утверждая, что идея существует примерно с 200 года н. э., когда раввины читали и обсуждали библейские тексты. Однако современные принципы движения получили своё развитие около шестидесяти лет назад в Гарвардском университете, где Рубен Брауэр (англ. Reuben Brower) и коллеги обучали студентов технике вдумчивого чтения и анализу выбора авторами определённых слов в контексте произведений. Чтение, по их мнению, требовало достаточно времени, чтобы познакомиться с книгой, понять её ритм и атмосферу.
Термин «глубокое чтение» (англ. «deep reading») был предложен в 1994 году американским эссеистом и литературным критиком латвийского происхождения Свеном Биркертсом (англ. Sven Birkerts). В книге «Элегии Гутенберга» (англ. «The Gutenberg Elegies») Биркертс заявил:
«Чтение — контролируемый нами процесс, адаптируемый к нашим потребностям и ритмам.
Мы свободны в том, чтобы давать волю нашим субъективным ассоциативным импульсам; я бы обозначил это термином „глубокое чтение“ — медленное и медитативное погружение в книгу».
Термин Свена Биркертса соответствует пониманию Рубена Брауэра и Дэвида Микикса: замедление в темпе чтения позволяет не только лучше понять смысл книги, но и определяет глубину эмоционального отклика на прочитанное. Брауэр противопоставляет медленное чтение словесному потоку на телевидении и в газетах; Биркертс — возрастающему влиянию Интернета. Дэвид Микикс ссылается на работу американского писателя и теоретика медиа Нила Постмана «Развлекаемся до смерти» (англ. «Amusing Ourselves to Death»), описывающую нравы гражданина XIX века, который слушал политические выступления и осознавал их смысл, опираясь на культуру чтения. Постман подчёркивал, что чтение книг важно для развития рационального мышления и политической проницательности. Американский писатель Мортимер Адлер в 1940-х — 50-х годах был обеспокоен тем, что люди не будут читать книги, так как станут воспринимать только картинки — телевизионные изображения. По мнению Микикса, ни Мортимер Адлер, ни Чарльз ван Дорен (американский академик, писатель и редактор, переработавший произведение Мортимера Адлера «Как читать книги»), ни Нил Постман не могли предвидеть, что в будущем люди будут читать много некачественного текста. В непрекращающемся потоке текстов сообщений, твитов и электронной почты современные читатели постепенно теряют навык вдумчивого чтения, а постоянное переключение между несколькими источниками информации снижает концентрацию внимания.

## Современные взгляды
Карл Оноре, сторонник медленного движения, в книге «Без суеты: Как перестать спешить и начать жить» (англ. «In Praise of Slow: How a Worldwide Movement is Changing the Cult of Speed») рекомендует медленное чтение как одну из практик отвлечения от быстрых темпов современной жизни.
Канадский автор Джон Мьедема (англ. John Miedema) в книге «Медленное чтение» (англ. «Slow reading») ссылается на работу Карла Оноре и сравнивает медленное чтение с медленной едой. Сторонники движения медленной еды предпочитают местные продукты и кулинарные традиции, аналогично концепция медленного чтения может быть расширена за счет продвижения публичными учреждениями культуры произведений местных авторов. Он подчёркивает, что «медленное чтение — это не постоянное чтение в максимально медленном темпе, но скорее право на сознательное замедление». Медленное чтение, по мнению Мьедемы, — это философия понимания и наслаждения и набор инструментов для глубокой работы с произведением, для соединения идей автора с идеями читателя и индивидуального переживания книги, а не последствие диагностированных заболеваний, таких как дислексия или нарушения зрения.
Мьедема рассматривает различные типы и цели чтения в интерактивной среде и делает вывод, что формат оказывает влияние на стиль чтения и процесс обработки текста человеческим мозгом: «существует тесная взаимосвязь между применяемыми средствами для чтения — книгами или электронными устройствами — и тем, как мы читаем и думаем <…>. Цифровые технологии предпочтительнее для поиска и просмотра коротких фрагментов, <…> медленное чтение книги по-прежнему необходимо для воспитания грамотности и способности к расширенному линейному мышлению». Предполагаемое исчезновение бумажных книг опровергается тем аргументом, что книги продолжают издаваться и оставаться популярными. В исследовании концепция медленного чтения рассматривается только для печатных изданий, однако автор не отрицает возможности её применения к электронным форматам.
На основе научных исследований Джон Мьедема утверждает пользу методики медленного чтения для развития творческого воображения у взрослых и детей, стимулирования их способности к решению проблем и восприятия чтения как исключительно приятного переживания в повседневной жизни. Он анализирует некоторые неврологические аспекты чтения, особый интерес представляет исследование отсроченной на миллисекунды передачи нервного импульса между нейронами (англ. «delay neurons»). Аргументом против утверждения о положительной роли быстрой передачи нервных импульсов в ЦНС являются слова автора: «В процессе эволюции нашего мозга замедленная передача нервных импульсов — это часть общего процесса обработки информации». В исследовании 1998 года нейропсихолог Виктор Нелл показал, что во время естественного чтения отмечается существенная изменчивость его скорости, причем вызывающие наибольшее удовольствие страницы читаются значительно медленнее.
Профессор Йельского университета Ланселот Р. Флетчер (англ. Lancelot R. Fletcher), один из современных авторов, популяризирующих термин «медленное чтение», утверждает в статье «Медленное чтение: подтверждение авторского замысла» (англ. «Slow reading: the affirmation of authorial intent»), что цель медленного чтения — не стимулирование творческого воображения читателя, а способ раскрытия авторского замысла. «Цель обучения медленному чтению <…> — это изменить привычный способ чтения, <…> предоставить ученикам <…> некоторый критический доступ к их собственной интерпретационной деятельности. Цель состоит в том, чтобы у учащихся не осталось заблуждения, что текст — это то, что они сами хотят из него сделать». Ланселот Флетчер замечает, что медленное чтение начинается с возвращения к уже прочитанному. «Если быть более точным, медленное чтение начинается с остановки, с поворота. В привычках чтения мы похожи на водителей: мы несемся по шоссе к пункту назначения и вдруг начинаем замечать, что картины вдоль дороги выглядят как-то необычно. Мы думаем, что неверно истолковали дорожный знак, который проехали несколько километров назад, а затем внезапно осознаем, что ехали так быстро в неправильном направлении! Мы разворачиваем машину и едем назад, чтобы ещё раз взглянуть на этот знак, и тогда мы оказываемся в режиме медленного чтения». По его мнению, практику медленного чтения можно назвать экспериментом, преследующим более глобальную цель, чем просто диалог с автором книги, — «это вопрос о том, может ли медленное чтение способствовать восстановлению искусства разговора, при котором слушать собеседника не менее важно, чем говорить самому».

## Медленное чтение как часть медленного движения
Последователи методики медленного чтения не являются организованными в своём движении: «нет ни одного бланка, ни совета директоров, ни, о ужас, центрального сайта», как писал американский журналист Малкольм Джонс в статье для «Newsweek». Однако теоретики метода утверждают, что идея медленного чтения зародилась гораздо раньше появления медленного движения.
В настоящее время существует сайт медленного движения, который предоставляет доступ к информации, ресурсам, услугам и сетевым возможностям всем, кто интересуется изучением экологического мышления, жизни и взаимодействия в мировом сообществе. Создатели сайта утверждают, что лучший способ быть частью медленного движения — это читать хорошие книги. Движение «Медленные книги» (англ. «Slow Books») ставит своей целью возвращение к чтению книг, доставляющих истинное удовольствие.
Трейси Сили (англ. Tracy Seeley), преподаватель английского языка из Университета Сан-Франциско и автор блога о медленном чтении, считает, что медленное чтение не должно быть занятием только для интеллектуалов, хотя это движение и возникло в академических кругах: «тщательное медленное чтение и глубокое внимание — это вызов для всех нас».

## Техника медленного чтения
В книге «Медленное чтение» Джон Мьедема пишет, что медленное чтение должно быть персонализированным, то есть читателю рекомендуется адаптировать метод к своему индивидуальному стилю, потребностям и обстоятельствам, что подразумевает, в частности, замедление только в определённых местах текста, субвокализацию, спор с текстом и актёрское воспроизведение некоторых фрагментов.
Дэвид Микикс анализирует влияние цифровой революции на манеру чтения и предлагает 14 принципов чтения произведений пяти литературных жанров: коротких рассказов, романов, лирических и драматических произведений, а также эссе. Он считает, что вдумчивое чтение, как и хорошее написание книг, требует определённых методологических приемов, в частности, Микикс рекомендует выделять ключевые слова, образы и детали произведения, делать заметки на полях и задавать критические вопросы в процессе чтения, а также быть терпеливым, уделяя особое внимание трудным и запутанным фрагментам и избегая поспешных выводов о симпатиях или антипатиях к персонажам книги.